# Christophe de Villeneuve-Bargemon
Ne doit pas être confondu avec Christophe de Villeneuve Bargemon.
Christophe de Villeneuve-Bargemon, né le 27 juin 1771 au château de Bargemon (Var) et mort le 12 octobre 1829, est un haut fonctionnaire français. Il a été préfet de Lot-et-Garonne, préfet des Bouches-du-Rhône et conseiller d'État.

## Biographie
Descendant d'une vieille famille provençale d'origine espagnole, fils de Joseph, comte de Villeneuve Bargemon, et de Sophie de Bausset-Roquefort, Christophe Villeneuve-Bargemon est nommé, à sa sortie du collège de Tournon, sous-lieutenant au régiment Royal-Roussillon. Il entre ensuite dans la garde constitutionnelle de Louis XVI et échappe de peu à la mort le 10 août 1792. Il se réfugie alors dans son village natal pendant la Révolution et revient à Paris sous le Consulat, qui lui confie la sous-préfecture de Nérac. Il est nommé en 1806 préfet de Lot-et-Garonne. Puis en 1815, il remplace le comte de Vaublanc, en tant que préfet des Bouches-du-Rhône. Dans ce département il fait restaurer des monuments antiques (théâtre d'Arles), construire de nombreux bâtiments publics (Arc de Triomphe de Marseille, Lazaret du Frioul), et lance des grands travaux de viabilité : routes, ponts et canaux.
Il meurt le 13 octobre 1829 alors qu'il essaye de régler l'affaire des Capucins qui font partie d'une congrégation non autorisée par la loi. Les libéraux réclament leur dissolution alors que l'évêque Fortuné de Mazenod souhaite leur restauration dans le diocèse. La presse de gauche écrit en guise d'oraison funèbre : « Ils l'ont tué, les hommes à la barbe longue et sale...à la tête rasée...au sourire dévot et sardonique. » Mgr Leflon, historien d'Eugène de Mazenod écrit en parlant du préfet : « Préfet d'une valeur exceptionnelle qui, des années durant, dans des conditions extrêmement délicates, avait administré les Bouches-du-Rhône avec tant de conscience, tant de compétence, tant de sagesse, méritait mieux que cette odieuse exploitation de sa fin par les passions partisanes. L'histoire, il faut le souhaiter, lui rendra quelque jour l'hommage qu'il mérite. »
Villeneuve-Bargemon est essentiellement connu pour la publication d'une Statistique des Bouches-du-Rhône, ouvrage en quatre volumes et un atlas pour lequel il fit appel aux meilleurs spécialistes de l'époque. L'ouvrage reste pour les historiens d'une grande utilité.
Le 28 mars 1816, il est élu à l'Académie de Marseille dont il assure la présidence en 1817, 1823 et 1829. Il est commandeur de la Légion d'Honneur. La ville de Marseille a donné son nom à une place publique située à proximité de l'hôtel de ville.

## Œuvres
- Statistique du département des Bouches-du-Rhône, publiée d'après le vœu du Conseil Général du Département, quatre volumes in-quarto et un atlas in plano, éd. Antoine Ricard imprimeur du roi et de la préfecture, Marseille, 1821-1829
  - Volume 1, LXXVI et 944 p. paru en 1821, lire en ligne ;
  - Volume 2, 1212 p. paru en 1824, lire en ligne ;
  - Volume 3, 867 p. paru en 1826, lire en ligne ;
  - Volume 4, 1100 p. paru en 1829, lire en ligne ;
- Notice historique sur la Ville de Nérac : Ses environs, le Château des Ducs d'Albret, qui fut long-temps le séjour des Rois de Navarre..., Agen, R.Noubel, 1807, 150 p. (lire en ligne)
- Précis historique sur la vie de René d'Anjou, Roi de Naples, Comte de Provence, Aix-en-Provence, G. Mouret, 1820, 72 p. (OCLC 493608253, lire en ligne).
- Voyage dans la vallée de Barcelonette, département des Basses-Alpes, Agen, Noubel, 1815, 164 p. (OCLC 921506517, lire en ligne).

## Décorations
| Commandeur de la Légion d'honneur | Grand-croix de l'ordre impérial de Léopold | Chevalier de l'ordre de Charles III | Officier de l'ordre des Saints-Maurice-et-Lazare |

 France
- Commandeur de la Légion d'honneur[7] ;

 Royaume des Deux-Siciles
- Chevalier-commandeur de l'Ordre sacré et militaire constantinien de Saint-Georges ;

 Royaume d'Espagne
- Chevalier de l' (es)ordre de Charles III ;

 Royaume de Sardaigne
- Officier de l'ordre des Saints-Maurice-et-Lazare.